# 普加喬夫 (薩拉托夫州)
52°00′48″N 48°48′09″E / 52.0133°N 48.8025°E
普加喬夫（俄语：Пугачёв）是俄羅斯薩拉托夫州東北部的一個城市，位於大伊爾吉茲河畔。2002年人口41,436人。
1764年由自波蘭回歸的舊禮儀派建立，1835年以當時的沙皇尼古拉一世命名。1918年以18世紀末起義領袖葉米里揚·普加喬夫命名。